# Професионална гимназия по каменообработване
Професионалната гимназия по каменообработване е средно училище по каменообработване в село Кунино, област Враца, България.
Тя е държавно училище към Министерството на културата, единственото каменоделно училище на Балканите и второ в Европа.

## История
Училището е създадено със съдействието на кунинчанина Константин Томов, министър в правителството на Александър Стамболийски, и на чешкото каменоделно училище в Хоржице.
За място е избрано Кунино поради наличието на превъзходна суровина - варовик, развит каменоделски поминък у местното население и стратегическа железопътна артерия. Селото е разположено сред красива природа, с рядко съчетание на скалисти масиви, каньони, плата, гори, река и плодородна равнина. То е селище с древна история и култура.
През 1921 г. е издаден правителствен указ за създаване на Държавно каменоделно училище. На 2 ноември 1921 г. в Кунино пристига със съпругата си първият директор — чехът Рудолф Браун, който за няколко месеца успява да запише 10 ученика. 
Теоретичните занятия започват на 2 март 1922 г. През есента на 1922 г. пристига чешкият учител-специалист Йозеф Шквара. Назначени са и няколко българи, преподаватели по общообразователни предмети и през учебната 1922/23 г. в училището вече се провежда пълноценно обучение. 
През 1925 г. двамата чехи напускат, а на тяхно място пристигат Станислав Кхун (директор) и Йозеф Краус (учител-специалист). През 1927 г. е назначен първият български учител по каменоделство — скулпторът Атанас Мусаков (ученик на Иван Лазаров и брат на писателя Владимир Мусаков), а през 1928 г. скулпторът Крум Алексиев става първият българин директор на училището. 
Първоначално занятията се водят в къщите на по-заможни кунинчани. Първите 10 години занятията са били в къщата на кунинчанина Кузман Ценков и в църковния двор. Край кунинската железопътна гара през 1922 г. започва строежът на училищната сграда по чешки проект и редовни учебни занятия в нея се водят от декември 1931 г. 
На 3 ноември 2006 г. на редовното заседание на Министерския съвет е одобрено постановление за преобразуване на Професионалната гимназия по каменообработване от държавно училище към Министерството на образованието и науката в училище по изкуствата към Министерството на културата. Понастоящем в Професионалната гимназия по каменообработване се обучават ученици от VIII до XII клас, които получават образование по професия „Каменоделец“, специалност „Каменоделство“, и ученици от VII до XII клас по професия „Художник“, специалност „Скулптура“.
През годините изявени български скулптори са били преподаватели в училището: Димитър Гаджалов, Крум Алексиев, Митьо Солаков, Илия Беширов, учителят-специалист Петър Тоновски, Никола Корчев и други.
От създаването на училището до днес почти всички професионалисти в обработката на камъка в България са получили образованието си в Кунино. По-голяма част от тях са скулптори, архитекти, строители, каменоделци и други специалисти в бранша, прославили се с професията си в България и по целия свят. Голяма част от завършилите продължават образованието си във висшите училища за изкуства в България, като след това се утвърждават като автори в българското изкуство. На 26 февруари 2004 г. бивши възпитаници създават Сдружение на българските каменоделци с цел да защитят независимостта и правата си на упражняване на каменоделския занаят.
Дело на възпитаници на училището в границите на България са: монументално-скулптурните обекти „Създатели на българската държава“ в Шумен, „Мемориален комплекс Априлци“ в Панагюрище, „Бранителите на Стара Загора“ в Стара Загора, Парк-музей „Шипка“ в гр. Шипка, в Червен бряг, художествено-архитектурна украса на София - ЦУМ, Президентството, Министерският съвет, х. „Шератон“, катедрални храмове, паметници и каменни паркови украси в България и в чужбина.
В училището броят на учениците е достигал до 500 души от цялата страна. Около 3000 души са завършили училището до 2010 г.

## Външни оценки
- Грамота от МК на РБългария Архив на оригинала от 2016-09-21 в Wayback Machine.
- Плакет от МК на РБългария Архив на оригинала от 2016-09-21 в Wayback Machine.
- Поздравительный адрес РФПСХ Архив на оригинала от 2016-09-21 в Wayback Machine. – на руски
- Поздравителен адрес от МОМН, регионален инспекторат Враца Архив на оригинала от 2016-09-21 в Wayback Machine.
- Поздравително писмо от Областен управител на област Враца, РБългария  Архив на оригинала от 2016-09-21 в Wayback Machine.
- Поздравителен адрес от ОБКС на СБУ, гр. Роман  Архив на оригинала от 2016-09-21 в Wayback Machine.